# Дарія Зав'ялов
Дарія Зав'ялов, у шлюбі Качмарек (пол. Daria Zawiałow (Kaczmarek); нар. 18 серпня 1992, Кошалін, Польща) — польська співачка, авторка пісень та композиторка, музична оглядачка «Radio 357».

## Творча кар'єра
У 2000 році взяла участь у програмі TVP1 «Od przedszkola do Opola», де виконала пісню «Rzeka» з репертуару «Wolna Grupa Bukowina». Брала участь у багатьох конкурсах та фестивалях для дітей і юнацтва. У підлітковому віці відвідувала музичні студії в Міні-студії поезії та пісні при Культурному центрі в Кошаліні. Закінчивши гімназію, поїхала до Варшави, щоб розпочати навчання у середній музичній школі (з вересня 2008 року).
Закінчила заклад «LXXV Liceum Ogólnokształcące im. Jana III Sobieskiego w Warszawie». У 2007 році виграла нагороду «Tukan Junior» за перше місце на Дитячому конкурсі артистичного виконання пісень у рамках 28-го Конкурсу артистичного виконання (PPA) у Вроцлаві. У 2009 році взяла участь у програмі  «Szansa na sukces», завдяки якому була делегована на концерт «Debiut» в рамках Фестивалю в Ополю, де вона виконала пісню «Era retuszera» Касі Носовської, після чого два роки виступала з колективом Марилі Родович.
У 2011 році Дарія взяла участь у четвертому сезоні програми TVN «Got Talent!», де дійшла до півфіналу. У 2012 році під псевдонімом «DARIA» випустила пісню «Half Way to Heaven». У 2013 та 2014 роках брала участь у третьому та четвертому сезонах програми «X Factor», в останньому з яких дійшла до фіналу дванадцяти. У жовтні 2014 року вона перемогла у конкурсі «Pejzaż bez Ciebie», а за два роки (навесні 2016 року) перемогла у конкурсі «Byłaś serca biciem». Цього ж року виграла «Przegląd Piosenki i Ballady Filmowej» в Торуні.
У квітні 2016 року виступила на «Scena na Piętrze» в Познані в рамках фестивалю «Enea Spring Break». У червні з піснею «Malinowy chruśniak» взяла участь у конкурсі «Debiuty» в рамках «LIII Krajowy Festiwal Piosenki Polskiej w Opolu», де виграла нагороду імені Анни Янтар та премію Польського радіо. У червні випустила кліп на фестивальну пісню. Відеокліп набрав понад 5 мільйонів переглядів на YouTube (станом на січень 2020 року). Сама пісня 11 тижнів поспіль залишалася у списку хітів програми Третього каналу польського радіо. Восени вийшов її другий сингл «Kundel bury». Відеокліп до пісні набрав понад 8 мільйонів переглядів на YouTube (станом на січень 2020 року). Пісня пробула 27 тижнів у списку хітів Третього каналу польського радіо. 30 січня Дарія випустила свій третій сингл «Miłostki».
У лютому 2017 року Дарія вперше виступила наживо під час концерту в студії ім. Агнешки Осицької. Весь концерт транслювався в ефірі Третього каналу польського радіо. 3 березня компанія щвукозапису «Sony Music» випустила її дебютний студійний альбом «A kysz!», який вмістив 11 пісень. З альбомом вона дебютувала на 7-му місці польського списку продажів фонограм «OLiS». Після випуску альбому здійснено концертний тур «A kysz! Tour». 3 червня вона виступила на великій сцені «Orange Warsaw Festival». 6 жовтня випустила розширену версію свого дебютного альбому, збагачену піснями, записаними спільно з іншими виконавцями, а також синглом «Na skróty». Також укладено контракт з «Kayax», а наприкінці листопада випущено кавер на пісню Войцеха Млинарського «Jeszcze w zielone gramy», яку записала для саундтреку до фільму Кінги Дембської «Plan B».
28 вересня 2018 року вийшов сингл «Nie dobiję się do Ciebie», який став першим з її другого студійного альбому під назвою «Helsinki». Альбом посів 1-е місце у списку ТОП-50 найпопулярніших альбомів у Польщі та був сертифікованим як платиновий з проданими понад 30 000 копій. Сингл «Hej Hej!» посів 1 місце у списку «AirPlay» серед найпопулярніших композицій на польських радіостанціях. У червні 2019 року вийшла пісня «Czy Ty słyszysz mnie?». У жовтні Дарія номінована на премію «MTV Europe Music Awards 2019» у категорії найкращого польського виконавця.
У квітні 2020 року вийшла композиція, записана спільно з репером Quebonafide під назвою «Bubbletea», яка стала учасницею «#hot16challenge2». У 2020 році виконавиця разом із Król та Igo стала учасницею «Meskie Granie Orkiestra 2020».
Із січня 2021 року веде авторську музичну програму під назвою «Pewex» на «Radia 357».

## Приватне життя
21 травня 2016 року Дарія Зав'ялов одружилася з гітаристом Томашем Качмареком, учасником колективу «Cała Góra Barwinków». Пара познайомилася під час участі у четвертому сезоні «X Factor». Співачка взяла прізвище чоловіка, однак продовжує виступати під дошлюбним прізвищем.

## Дискографія

### Студійні альбоми
| Рік  | Дані про альбом                                                                                | Найвищі позиції | Найвищі позиції | Досягнення      | Продажі         |
| Рік  | Дані про альбом                                                                                | POL             | POL (вініл)     | Досягнення      | Продажі         |
| ---- | ---------------------------------------------------------------------------------------------- | --------------- | --------------- | --------------- | --------------- |
| 2017 | A kysz! - Випущений: 3 березня 2017 - Видавець: Sony Music - Формат: CD, digital download      | 7               | –               | - POL: платина  | - POL: 30 000+  |
| 2019 | Helsinki - Випущений: 8 березня 2019 - Видавець: Sony Music - Format: CD, LP, digital download | 1               | 1               | - POL: платина  | - POL: 30 000+  |
| 2021 | Wojny i noce - Випущений: веснаа 2021 - Видавець: Sony Music - Format: CD, digital download    | Zostanie wydany | Zostanie wydany | Zostanie wydany | Zostanie wydany |

### Сингли
| Рік  | Назва                                                           | Найвищі позиції | Найвищі позиції       | Найвищі позиції | Найвищі позиції | Найвищі позиції | Найвищі позиції | Досягнення        | Продажі        | Альбом                        |
| Рік  | Назва                                                           | POL (airplay)   | POL (airplay nowości) | LP3             | SLiP            | PiK             | RMF FM          | Досягнення        | Продажі        | Альбом                        |
| ---- | --------------------------------------------------------------- | --------------- | --------------------- | --------------- | --------------- | --------------- | --------------- | ----------------- | -------------- | ----------------------------- |
| 2016 | Malinowy chruśniak                                              | –               | –                     | 11              | –               | –               | –               | - POL: платина    | - POL: 20 000+ | A kysz!                       |
| 2016 | Kundel bury                                                     | –               | –                     | 13              | 46              | –               | –               | - POL: плита      | - POL: 20 000+ | A kysz!                       |
| 2017 | Miłostki                                                        | –               | –                     | –               | –               | –               | –               | - POL: золото     | - POL: 10 000+ | A kysz!                       |
| 2017 | Lwy                                                             | –               | –                     | 28              | –               | –               | –               |                   |                | A kysz!                       |
| 2017 | Na skróty                                                       | –               | –                     | 23              | –               | –               | –               |                   |                | A kysz! (Deluxe Edition)      |
| 2017 | Jeszcze w zielone gramy                                         | –               | –                     | 1               | 23              | 1               | –               | - POL: платина    | - POL: 20 000+ | Plan B                        |
| 2018 | Nie dobiję się do Ciebie                                        | –               | –                     | 11              | 48              | 29              | –               | - POL: платина    | - POL: 20 000+ | Helsinki                      |
| 2019 | Szarówka                                                        | –               | –                     | 1               | 19              | 1               | –               | - POL: платина    | - POL: 20 000+ | Helsinki                      |
| 2019 | Hej Hej!                                                        | 1               | 1                     | 1               | 1               | 1               | 1               | - POL: 2× платина | - POL: 40 000+ | Helsinki                      |
| 2019 | Czy Ty słyszysz mnie? (з Ральфом Камінським, та schafter)       | –               | –                     | 24              | –               | –               | –               | - POL: золото     | - POL: 10 000+ | Helsinki (спеціальний випуск) |
| 2019 | Punk Fu!                                                        | 2               | 1                     | 7               | 8               | 1               | 1               | - POL: платина    | - POL: 20 000+ | Helsinki                      |
| 2020 | Gdybym miała serce                                              | –               | –                     | 1               | 11              | 3               | –               |                   |                | Helsinki                      |
| 2020 | Helsinki                                                        | 16              | 1                     | 8               | 6               | 3               | 2               |                   |                | Helsinki                      |
| 2020 | Świt (з Męskie Granie Orkiestra, Król та Igo)                   | 1               | 4                     | X               | 1               | 23              | 1               | - POL: платина    | - POL: 20 000+ | Męskie Granie 2020            |
| 2020 | Nie mamy czasu                                                  | –               | –                     | X               | 43              | 8               | –               |                   |                | Helsinki (спеціальний випуск) |
| 2020 | Płoną góry, płoną lasy (з Męskie Granie Orkiestra, Król та Igo) | 70              | 5                     | X               | –               | 7               | –               |                   |                | Męskie Granie 2020            |
| 2021 | Kaonashi                                                        | 6               | 2                     | X               | 4               | 2               | 1               |                   |                | Wojny i noce                  |
|      |                                                                 |                 |                       |                 |                 |                 |                 |                   |                |                               |

### Інші композиції
| Рік  | Назва                     | Найвищі позиції | Найвищі позиції | Найвищі позиції | Найвищі позиції | Найвищі позиції | Найвищі позиції | Альбом                   |
| Рік  | Назва                     | POL (airplay)   | POL (airplay)   | LP3             | SLiP            | PiK             | RMF FM          | Альбом                   |
| ---- | ------------------------- | --------------- | --------------- | --------------- | --------------- | --------------- | --------------- | ------------------------ |
| 2017 | Trasy sens                | –               | –               | 28              | –               | –               | –               | Conrad inspiruje młodych |
| 2020 | Bubbletea (з Quebonafide) | 7               | 3               | 27              | 1               | 5               | 1               | Romantic Psycho          |
|      |                           |                 |                 |                 |                 |                 |                 |                          |

### Інші
| РІк  | Назва                         | Примітка  |
| ---- | ----------------------------- | --------- |
| 2020 | Quebonafide – Romantic Psycho | співпраця |

## Відеокліпи
| Рік         | Назва                    | Постановка                 |
| ----------- | ------------------------ | -------------------------- |
| 2016        | Malinowy chruśniak       | Дорота Піскор              |
| 2016        | Kundel bury              | Домініка Подчаська         |
| 2017        | Miłostki                 | Кароль Лакомець            |
| 2017        | Na skróty                | Домініка Подчаська         |
| 2017        | Jeszcze w zielone gramy  | –                          |
| 2018        | Nie dobiję się do Ciebie | Домініка Подчаська         |
| 2019        | Szarówka                 | Дорота Піскор              |
| 2019        | Hej Hej!                 | Дорота Піскор              |
| 2019        | Czy Ty słyszysz mnie?    | Пйотр Куйда, Марчін Пишора |
| 2019        | Punk Fu!                 | Пйотр Онопа                |
| 2020        | Gdybym miała serce       | Дарія Зав'ялов             |
| 2020        | Helsinki                 | Кароль Лакомець            |
| 2020        | Świt                     | Męskie Granie 2020         |
| 2020        | Nie mamy czasu           | Мацей Адамчак              |
| 2021        | Kaonashi                 | Даніель Ярошек             |
| У співпраці |                          |                            |
| 2017        | Coma – Lajki             | Домініка Подчаська         |
| 2020        | Quebonafide – Bubbletea  | Даніель Ярошек             |

## Нагороди та відзнаки
| Рік  | Конкурс                      | Категорія                                   | Досягнення |        |
| ---- | ---------------------------- | ------------------------------------------- | ---------- | ------ |
| 2018 | Fryderyki 2018               | Фонографічний дебют року                    | Перемога   |        |
| 2018 | Fryderyki 2018               | Альтернативний альбом року («A kysz»!)      | Перемога   |        |
| 2018 | Fryderyki 2018               | Сингл року («Jeszcze w zielone gramy»)      | Номінація  |        |
| 2018 | Fryderyki 2018               | Сингл року («Na skróty»)                    | Номінація  |        |
| 2018 | Fryderyki 2018               | Відеокліп року («Na skróty»)                | Номінація  |        |
| 2019 | Fryderyki 2019               | Сингл року («Nie dobiję się do Ciebie»)     | Номінація  |        |
| 2019 | MTV Europe Music Awards 2019 | Найкращий польський виконавець              | Номінація  |        |
| 2019 | Przebój roku RMF FM          | Хіт року («Hej Hej!»)                       | 10. місце  |        |
| 2019 | Przebój roku RMF FM          | Хіт року («Punk Fu!»)                       | 33. місце  |        |
| 2020 | Płyta Roku Antyradia 2019    | Польська вокалістка року                    | Перемога   | [ 35 ] |
| 2020 | Bestselery Empiku 2019       | Поп/рок-музика («Helsinki»)                 | Номінація  |        |
| 2020 | Fryderyki 2020               | Альтернативний поп-альбом року («Helsinki») | Перемога   |        |
| 2020 | Fryderyki 2020               | Автор року                                  | Номінація  |        |
| 2020 | Fryderyki 2020               | Композитор року (з Міхалом Кушем)           | Номінація  |        |
| 2020 | Fryderyki 2020               | Сингл року («Hej Hej!»)                     | Номінація  |        |
| 2020 | Fryderyki 2020               | Відеокліп року («Szarówka»)                 | Номінація  |        |
| 2020 | MTV Europe Music Awards 2020 | Найкращий польський виконавець              | Номінація  |        |
| 2020 | PL Music Video Awards        | Hip Hop (відеокліп до «Bubbletea»)          | Номінація  | [ 36 ] |